# Vallée de l'Aconcagua
La Vallée de l’Aconcagua est un bassin d’origine cordillérienne, situé dans la région de Valparaíso au Chili, à quelque 90 km au nord de Santiago et à 105 km environ à l’est de la ville de Valparaíso. Elle est baignée par le fleuve Aconcagua, qui irrigue les champs fertiles qui le bordent, élément fondamental pour l’économie de la vallée, laquelle dépend dans une large mesure de l’agriculture et de l’industrie agroalimentaire. La vallée s’étend sur les actuelles provinces de Los Andes, de San Felipe, de Quillota et de Marga Marga. Le fleuve se jette dans l’océan Pacifique à Concón, un peu au nord de Valparaíso.

## Étymologie
Le toponyme Aconcagua dérive probablement du mot mapudungún kongkawe, « lieu de javelles », composé de kongka, « faisceau de paille servant à construire un toit de chaume », et de we, « lieu », nom qui plus tard sera utilisé également pour désigner le fleuve et la montagne homonymes. Selon d’autres, Aconcagua serait une hispanisation d’une racine quechua, aqu signifiant « sable » et k'awa désignant le ruban de laine rouge porté en diadème par les Incas. Ce « ruban de sable » aurait donc indiqué d’abord le fleuve et la vallée environnante, avant de dénommer le mont Aconcagua. Une autre théorie avance que le nom viendrait des mots quechua akon et kahuak signifiant « sentinelle de pierre » ou de la variante ancocahuac signifiant « sentinelle blanche ». Selon une quatrième théorie enfin, en langue aymara, les mots kon et kawa signifient respectivement « il a neigé » et « mont », soit « mont enneigé », tandis que les Araucans du Chili nommaient le sommet Aconca-Hue, ce qui peut être traduit par « qui vient de l'autre côté ».

## Histoire et culture
Ce bassin fut autrefois, avec la vallée du Maipo-Mapocho, et jusqu’au celle du Cachapoal, le foyer de la culture Aconcagua. Les premiers vestiges de cet ancien peuple d’agriculteurs et de potiers datent des environs de l’an 1000.
Vers la fin du XVe siècle, ses habitants tombèrent sous la domination inca, et c’est dans cette vallée que fut établie le centre administratif du wamani (‘province’) du Chili. La vallée fut subdivisée en deux secteurs : le haut ou l’oriental, nommé « Aconcagua » et gouverné par Michimalonco, et le bas ou l’occidental, nommé « Chili » et dirigé par Tanjalonco. Au-dessus de ces deux curacas, ou gouverneurs locaux, se trouvait l’apunchic (plus haute autorité incaïque), appelé Quilicanta. Les limites du wamani du Chili, dont le centre politique se situait donc dans cette vallée, étaient la vallée du Choapa au nord, et la vallée du Maipo ou du Maule au sud.
Au XVIe siècle, parallèlement à la disparition ou à la mort de la plupart de ses autorités locales, la population de l’Aconcagua fut soumise par les Espagnols, ce qui provoqua la dissolution d’une grande partie de sa culture. Celle-ci avait été le produit du métissage et de l’encomienda.

## Description physique

### Climat
La vallée de l’Aconcagua présente un climat méditerranéen, se caractérisant par une saison sèche prolongée et des précipitations hivernales proches des 200 mm annuels, avec une température moyenne de 15,5 °C.

### Flore

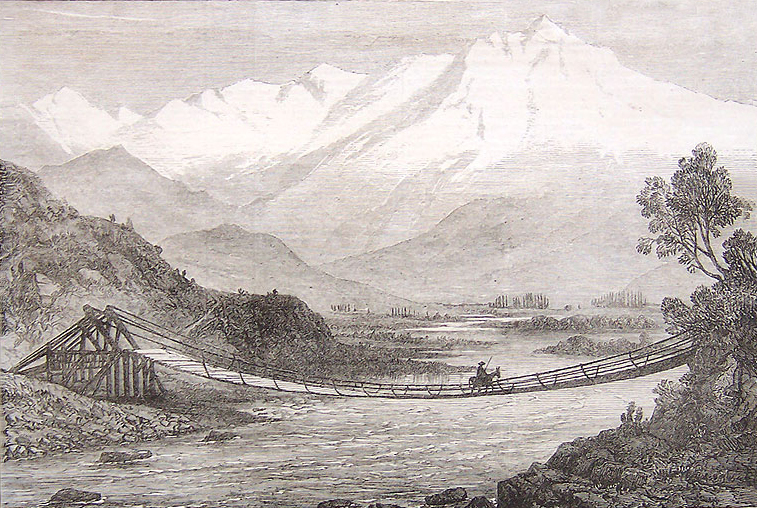
Vallée de l’Aconcagua en 1870, sur une gravure anglaise ancienne.

La flore est du type mésophyte, avec des arbustes de moyenne hauteur, tels que le cactus, l’espinillo (ou acacia caven), quelques graminées et herbes. On y trouve également le cocotier du Chili (Jubaea chilensis), mais en quantité moindre.

### Faune
La vallée héberge une grande variété d’oiseaux, notamment la caille des blés, la diuca, la sturnelle australe, le colin, le colibri, le merle, la tourterelle et la grive.
Y vivent aussi des chillas (renard chilien de petite taille) et des renards de Magellan, qui se nourrissent principalement de lièvres, et des rongeurs tels que le chinchilla, la souris des Andes, le rat pygmée et la viscache.

## Industrie et agriculture
L’ingénieur belge Gustave Verniory, qui en décembre 1898 traversa la région en chemin de fer, nota dans ses mémoires :

« Changeant de train, nous partons pour Los Andes.
 
La ligne suit la vallée de l’Aconcagua ; dans le fond, le rio, grossi par la crue d’été, roule ses flots bourbeux. Cette vallée, la plus riche du Chili, est un vrai paradis terrestre. On y voit de gras pâturages, clôturés de tapias ou murs en pisé recouverts de tuiles, et où paissent de nombreux troupeaux ; de grands vignobles admirablement entretenus dont le célèbre Panquehue ; de vastes vergers de pêchers dont les produits alimenteront les fabriques de conserves ; une mer de blé mûr et des champs de luzerne où les faucheurs sont occupés. Les chemins sont bordés de peupliers et d’eucalyptus. »

### Vitiviniculture
Un des attraits de la vallée sont les vignobles, qui s’efforcent, pour une grande majorité d’entre eux, de mettre en œuvre des systèmes artisanaux de production, tant en ce qui concerne les vins que les autres productions typiques de ce terroir, comme la chicha, l’eau-de-vie, le vin pipeño, et les préparations à partir du moût (vins de liqueur, liqueur de raisin, canelita, eau-de-vie, etc.).
Des circuits sont proposés aux touristes, lors desquels ils ont l’occasion de visiter les chais de garde de style colonial des années 1800, de parcourir les vignobles avec accompagnement de guides spécialisés et de participer à des dégustations.